# Patrick Hughes
Patrick Hughes (Melbourne, 1978. május 13. –) ausztrál filmrendező, producer, forgatókönyvíró és színész.

## Élete és pályafutása
Hughes fiatalon kezdett rövidfilmeket készíteni, és három évet töltött filmiskolában.
Miután számos nagyszabású reklámfilmet és rövidfilmet készített, és több sikertelen kísérletet tett egy akció/westernfilm forgatókönyvének elkészítésére, úgy döntött, hogy rövid idő alatt és alacsony költségvetéssel maga rendezi meg a Red Hill című 2010-es filmet Ryan Kwanten, Steve Bisley és Tom E. Lewis főszereplésével.
Hughes különböző reklámfilmjei és korábbi, 2008-as rövidfilmje, a Signs felkeltette a hollywoodi sztár, Sylvester Stallone figyelmét, aki „friss húst” keresett a jövedelmező The Expendables – A feláldozhatók-sorozat harmadik részének rendezéséhez. Hughes 2013 augusztusa és októbere között forgatta a The Expendables – A feláldozhatók 3. című filmet, amelynek világpremierjét 2014. augusztus 4-én tartották Londonban.
Hughes-t a 2011-es indonéziai A rajtaütés című akciófilm remakejének rendezőjeként jelentették be, melynek főszerepét Taylor Kitsch kapta, de 2015 októberére, miután Kitsch és a Screen Gems is kiszállt a projektből, Hughes is visszavonult a rendezői székből.
Hughes ezután a 2017-es Sokkal több mint testőr című akcióvígjátékot rendezte meg Ryan Reynolds, Samuel L. Jackson, Gary Oldman és Salma Hayek főszereplésével, amely világszerte 180,6 millió dollárt hozott, 30-69 millió dolláros gyártási költségvetés mellett. A folytatás, a Sokkal több mint testőr 2., melyet szintén Hughes rendezett, és amelyben Antonio Banderas és Morgan Freeman mellett Reynolds, Jackson és Hayek is visszatér, 2021. június 16-án jelent meg, miután korábban a COVID-19 világjárvány miatt a 2020. augusztus 28-i eredeti megjelenési dátumról 2021. augusztus 20-ra halasztották.

## Filmográfia

### Nagyjátékfilmek
| Év   | Magyar cím                           | Eredeti cím               | Feladatkör | Feladatkör | Feladatkör | Feladatkör | Szerep          |
| Év   | Magyar cím                           | Eredeti cím               | Rendező    | Író        | Producer   | Színész    | Szerep          |
| ---- | ------------------------------------ | ------------------------- | ---------- | ---------- | ---------- | ---------- | --------------- |
| 2010 | Red Hill                             | Red Hill                  | Igen       | Igen       | Igen       | Nem        |                 |
| 2014 | The Expendables – A feláldozhatók 3. | The Expendables 3         | Igen       | Nem        | Nem        | Nem        |                 |
| 2017 | Sokkal több mint testőr              | The Hitman's Bodyguard    | Igen       | Nem        | Nem        | Igen       | kidobó          |
| 2021 | Sokkal több mint testőr 2.           | Hitman's Wife's Bodyguard | Igen       | Nem        | Nem        | Igen       | Interpol ügynök |
| 2022 | A torontói ember                     | The Man from Toronto      | Igen       | Nem        | Nem        | Nem        |                 |

### Rövidfilmek
| Év   | Eredeti cím  | Feladatkör | Feladatkör | Feladatkör |
| Év   | Eredeti cím  | Rendező    | Író        | Producer   |
| ---- | ------------ | ---------- | ---------- | ---------- |
| 2000 | The Director | Igen       | Igen       | Igen       |
| 2001 | The Lighter  | Igen       | Nem        | Nem        |
| 2008 | Signs        | Igen       | Igen       | Nem        |

## Fordítás
- Ez a szócikk részben vagy egészben  a   Patrick Hughes (filmmaker) című angol Wikipédia-szócikk fordításán alapul.  Az eredeti cikk szerkesztőit annak laptörténete sorolja fel. Ez a jelzés csupán a megfogalmazás eredetét és a szerzői jogokat jelzi, nem szolgál a cikkben szereplő információk forrásmegjelöléseként.